# Wellman (Texas)
Wellman es una ciudad ubicada en el condado de Terry en el estado estadounidense de Texas. En el Censo de 2010 tenía una población de 203 habitantes y una densidad poblacional de 230,53 personas por km².

## Geografía
Wellman se encuentra ubicada en las coordenadas 33°2′49″N 102°25′39″O / 33.04694, -102.42750. Según la Oficina del Censo de los Estados Unidos, Wellman tiene una superficie total de 0.88 km², de la cual 0.88 km² corresponden a tierra firme y (0%) 0 km² es agua.

## Demografía
Según el censo de 2010, había 203 personas residiendo en Wellman. La densidad de población era de 230,53 hab./km². De los 203 habitantes, Wellman estaba compuesto por el 78.33% blancos, el 0.99% eran afroamericanos, el 0.49% eran amerindios, el 0% eran asiáticos, el 0% eran isleños del Pacífico, el 17.24% eran de otras razas y el 2.96% pertenecían a dos o más razas. Del total de la población el 40.89% eran hispanos o latinos de cualquier raza.